# 826 a.C.
L'826 a.C. (DCCCXXVI a.C. in numeri romani) è un anno  del IX secolo a.C.

## Eventi
- Fondazione di Cartagine secondo Giuseppe Flavio